# 王又旦
王又旦（1636年—1686年），字幼华，號黃湄，陕西合阳人，清初官員。

## 生平
崇祯九年（1636年）出生。顺治十六年（1658年）己亥科进士，任潛江縣知县，有政聲，“其为政综密而不苛，慈惠而善断，凡施行必期永利。”。历官户科给事中、户部都给事。與孙枝蔚友好，常有唱和，“京中十子”之一，王士禛稱其：“幼华诗一变而清真古淡，再变而为奇恣雄放。”康熙二十五年（1686）卒，享年五十一歲。有《黄湄诗选》。